# Sistema meccanografico
Un sistema meccanografico è un insieme di apparecchiature atte a svolgere l'elaborazione dati in automazione. 
Erano impianti per l'archiviazione, elaborazione, e classificazione dei dati usando mezzi meccanici o elettromeccanici, oggi completamente superati dai sistemi informatici di elaborazione dati, detti "centri elaborazione dati". La definizione talvolta è tuttora utilizzata, seppur impropriamente, riferendosi a questi ultimi.